# Perizoma costata
Perizoma costata là một loài bướm đêm trong họ Geometridae.